# О любви (фильм, 2003)
«О любви» — российский художественный фильм режиссёра Сергея Соловьёва по мотивам рассказов Антона Павловича Чехова «Доктор», «Медведь», «Володя». Премьера состоялась 8 марта 2004 года.

## В ролях
| Актёр              | Роль                        |
| ------------------ | --------------------------- |
| Александр Абдулов  | Григорий Степанович Смирнов |
| Татьяна Друбич     | Елена Ивановна Попова       |
| Екатерина Волкова  | Нюта                        |
| Александр Збруев   | доктор Николай Трофимович   |
| Евгения Крюкова    | Ольга Ивановна Смирнова     |
| Валерий Светлов    | Лука                        |
| Кирилл Быркин      | Володя                      |
| Константин Вещунов | Володя в пять лет           |

## Призы
Кинофестиваль «Кинотавр» в Сочи:
- 2004 — Приз за лучшую мужскую роль (Александр Абдулов)
- 2004 — Приз имени Микаэла Таривердиева «За лучшую музыку к фильму» (Андрей Головин)